# Lipiccio
Lipiccio o scoglio Mladina (in croato Mladinj) è un isolotto disabitato della Croazia situato a est dell'isola di Melada.
Amministrativamente appartiene alla città di Zara, nella regione zaratina.

## Geografia
Lipiccio si trova a 220 m dalla costa orientale dell'isola di Melada, a ovest di punta Glavizza (rt Glavica), poco a nord della punta rt Mladinj e a nordest della punta rt Lipić, e di fronte all'insenatura uvala Mladinj. Nel punto più ravvicinato, punta Darchio (Artić) nel comune di Brevilacqua, dista dalla terraferma 19,8 km.
Lipiccio è uno scoglio di forma ovale, orientato in direzione nordovest-sudest, che misura 110 m di lunghezza e 60 m di larghezza massima. Ha una superficie di 4543 m² e uno sviluppo costiero di 0,256 km. Al centro, raggiunge un'elevazione massima di 6 m s.l.m..

### Isole adiacenti
- Asino (Tovarnjak), isolotto di forma irregolare situato a nord di punta Glavizza su Melada e 985 m a nordest di Lipiccio.

### Cartografia
- (HR) Mappa topografica della Croazia 1:25000, su preglednik.arkod.hr.
- G. Giani, Carta prospettiva delle Comuni censuarie della Dalmazia, foglio 2, 1839. Fondo Miscellanea cartografica catastale, Archivio di Stato di Trieste.
- Carta di cabottaggio del mare Adriatico, foglio V, Milano, Istituto geografico militare, 1822-1824. URL consultato il 14 marzo 2022 (archiviato dall'url originale il 6 settembre 2012).